# アパヴァトン湖
アパヴァトン (アーパヴァハトン、氷語: Apavatn、「猿の湖」の意) はアイスランドにある湖。

## 概要
アパヴァトンはアイスランド島の南西部、レイキャヴィークから東に直線で 50 km ほどのところにある。面積は13 km² である。すぐ南に、アパヴァトンより小さいロイガルヴァトン (Laugarvatn) 湖がある。またより大きなシンクヴァトラヴァトン湖が西 15 km ほどのところにある。
アパヴァトンは漁業、特にマス漁でよく知られている。